# Mansueto di Toul
Mansueto di Toul, in latino Mansuetus (Scozia, IV secolo – Toul, 375), è stato un vescovo francese, di origini britanniche. È venerato come santo dalla Chiesa cattolica.

## Biografia
Le notizie biografiche su questo personaggio provengono per lo più da una Vita compilata nel X secolo da Adsone, direttore della scuola dell'abbazia di Saint-Evre di Toul e poi abate di Montier-en-Der. Secondo quanto scrive, Mansueto, originario delle isole Britanniche, fu ordinato vescovo a Roma e quindi inviato in Gallia presso Toul, dove condusse un'efficace evangelizzazione grazie anche ai molti miracoli compiuti. Nelle rappresentazioni, è spesso raffigurato assieme a un bambino con una palla: è il figlio del governatore locale che, annegato mentre giocava, fu resuscitato dal vescovo.
L'unico fatto certo, tuttavia, sembra la costruzione di una chiesa nei pressi di Toul, poi dedicata a San Pietro, dove Mansueto stesso fu sepolto. Nemmeno l'epoca in cui visse è sicura: stando ad Adsone, era già morto sul finire del IV secolo, in quanto san Martino di Tours avrebbe visitato la tomba del santo durante uno dei suoi viaggi a Treviri (384 o 386).

## Culto
Il culto si sviluppò tardivamente (dal X secolo) limitandosi al solo ambito locale. Nemmeno le traslazioni delle reliquie, effettuate da San Gerardo e più tardi da Pibone, ne ampliarono l'area di diffusione e nella stessa diocesi si contano appena dieci chiese a lui intitolate su un totale di circa un migliaio. L'eccezionale caso di una chiesa di Voerendaal, nei Paesi Bassi, intitolata a San Mansueto da papa Leone IX, si spiega perché il luogo di culto era di proprietà di Udone, primicerio di Toul.
In Italia esiste una sola parrocchia dedicata a San Mansueto: quella di Mansuè, in provincia di Treviso (diocesi di Vittorio Veneto).